# De servo arbitrio
De servo arbitrio (« Du serf arbitre » en latin) est un ouvrage publié en 1525 par Martin Luther.

## Présentation
André Gounelle note que, dans De la captivité babylonienne de l'Église, Luther définit la foi comme  « l'œuvre de Dieu, non de l'homme, ainsi que Paul nous l'a enseigné. Toutes les autres œuvres, il les accomplit avec nous et par notre moyen, mais celle-ci est la seule qu'il accomplisse en nous et sans nous ». Cette approche de l'homme comme objet passif de la grâce divine, non responsable de sa propre foi, qu'il n'a pas choisie et qui lui est imposée par Dieu, autrement dit « cette affirmation que "tout vient de Dieu" » pose la question de la relation antinomique entre foi et liberté.